# Dwain Chambers
Dwain Anthony Chambers (5 de abril de 1978, Londres, Inglaterra) es un atleta británico.

## Carrera

### Juventud
Chambers brilló como gran promesa, ganando el oro en la carrera de 100 metros lisos en los Europeos Junior de 1995 y estableciendo un nuevo récord junior en el mismo evento de 1997.

### Éxito
Su primera medalla importante, fue en el Campeonato Europeo de Atletismo de 1998 en Budapest, donde consiguió la medalla de plata en los 100 metros lisos solo por detrás de su compatriota Darren Campbell.
En el Campeonato Mundial de Atletismo de 1999 en Sevilla, logró dos medallas. La de plata en el relevo del 4 x 100 y la de bronce en los 100 metros lisos, donde consiguió una marca de 9.97 a 17 centésimas del tiempo del medallista de oro Maurice Greene.
Una vez después de volver en 2008, consigue la medalla de oro en el Mundial de pista cubierta de 2010, en la prueba de los 60 metros lisos con un tiempo de 6.48 segundos.

### Dopaje
Tras tomarle una muestra para un contro fuera de competición, Chambers dio positivo por unos medicamentos prohibidos el 1 de agosto de 2003. Posteriormente volvería a ser investigado en octubre donde dio positivo por sustancias prohibidas.
Después de unas investigaciones adicionales, se reveló el 22 de octubre de 2003 que Dwain había dado positivo por el esteroide THG. Con estas pruebas, es suspendido por dos años y desposeído de la medalla de oro obtenida en los Mundiales de 2003.
En junio de 2006 la Federación Internacional de Atletismo (IAAF) lo desposeyó de su título de campeón del mundo de 100 metros lisos, conseguido en Múnich, tras haber reconocido el atleta haberse dopado con THG.
En los siguientes años, trató de dedicarse al fútbol americano y al rugby sin mucho éxito, ya que firmó un contrato con los Hamburg Sea Devils de la NFL Europa y se le ofreció otro contrato por parte de los Castleford Tigers de la Super League, el cual nunca se concretó. En 2008 vuelve a la élite del atletismo con una medalla de plata en 60 metros lisos en el Campeonato Mundial de Atletismo en Pista Cubierta de 2008, pero el público le rechazó de manera general. Además, a pesar de ese éxito, le fue denegada la participación en los Juegos Olímpicos de Pekín 2008, dado que Gran Bretaña no permite a un atleta condenado por dopaje volver a participar nunca en sus equipos olímpicos.

## Marcas personales
- 50 metros lisos - 5.69 segundos (2000)
- 60 metros lisos - 6.42 segundos (2009) Récord Europeo
- 100 metros lisos - 9.97 segundos (1999)
- 200 metros lisos - 20.31 segundos (2001)